# Mark Robinson (homme politique)
Mark Keith Robinson, né le 28 août 1968 à Greensboro, est un homme politique américain, membre du Parti républicain.
En 2021, il est élu 35e lieutenant-gouverneur de la Caroline du Nord et premier noir élu lieutenant-gouverneur. Il est en lice pour l'élection gouvernorale de 2024 en Caroline du Nord.

## Biographie
Résident depuis longtemps de Greensboro en Caroline du Nord, Robinson a travaillé pendant plusieurs années dans une usine de fabrication de meubles avant de passer à la politique. Il est devenu médiatisé en 2018 lorsqu'une vidéo le montre en train de défendre le droit au port d'armes pendant une réunion du conseil de la ville de Greensboro à la suite de la fusillade de Parkland. Robinson a lancé sa première campagne en 2020 lorsqu'il a brigué le poste de lieutenant-gouverneur de la Caroline du Nord, qu'il a gagné. Presque rendu à la fin de son terme en 2023, il a obtenu le soutien du parti républicain pour le poste de gouverneur du même État. Il fait face au démocrate Josh Stein pendant la campagne pour l'élection gouvernorale de 2024 en Caroline du Nord.
Robinson a fait de nombreuses déclarations controversées avant et pendant sa carrière politique. Il a fait la promotion de plusieurs théories du complot,,
a rejeté des accusations d'agressions sexuelles contre différentes personnalités
et a fait plusieurs déclarations homophobes,,,
transphobes,,,
racistes,
discriminatoires contre les athées,
islamophobes,
et antisémites, y compris refuser de croire à l'Holocauste,,.
Pendant sa campagne gouvernorale, Robinson a été relié à un site web pornographique où il s'identifie comme un « nazi noir » (« Black Nazi »). Il a affirmé préférer Adolf Hitler à Barack Obama et souhaite le retour de l'esclavage aux États-Unis. Robinson a rejeté ces accusations et poursuit sa campagne politique.
Alors que durant l'Election Day de 2024, la Caroline du Nord vote Donald Trump à l'élection présidentielle, Robinson est lourdement défait pour être gouverneur. Les commentateurs politiques parlent d'un mauvais choix de campagne.